# Maghama
Maghama (arabisch مغامة, DMG Maġāma, auch Maghana) ist eine Gemeinde in der Verwaltungsregion Gorgol von Mauretanien und Hauptstadt des Départements Maghama.

## Geographie
Der Hauptort der Gemeinde Maghama liegt 437 Kilometer südöstlich von Nouakchott auf etwa 22 m Meereshöhe im zentralen Süden des Landes an der Schwemmlandebene des Grenzflusses Senegal. Die Grenze am Fluss ist zehn Kilometer entfernt. Der Hauptort selbst liegt am Fluss Oued Garfa (وادي كارفا), einem Zufluss des Senegal.

## Bevölkerung
In der Region sind die Tukulor ansässig. Die Bevölkerungszahl der Gemeinde hat in den Jahren 2000 bis 2023 von 11.367 auf 22.551 Einwohner zugenommen. Der Hauptort selbst hat 15.303 Einwohner (2023). Daneben gibt es noch zehn andere bewohnte Orte.